# Stephanostegia
Stephanostegia es un género de plantas fanerógamas de la familia Apocynaceae. Contiene seis especies. Es originario de Madagascar.

## Taxonomía
El género  fue descrito por Henri Ernest Baillon y publicado en Bull. Mens. Soc. Linn. Paris 1: 748. 1888.

## Especies
- Stephanostegia brevis Markgr.
- Stephanostegia capuronii Markgr.
- Stephanostegia hildebrandtii Baill.
- Stephanostegia holophaea Pichon
- Stephanostegia megalocarpa Markgr.
- Stephanostegia parvifolia Pichon